# Nueva Dimensión
Nueva Dimensión o ND (1968-1983) fue una revista española de ciencia ficción y fantasía, cuya redacción se hallaba en la calle de la Mercé de Barcelona.

## Trayectoria
Fundada por Sebastián Martínez, Domingo Santos y Luis Vigil, Nueva Dimensión sobresalió por la publicación de relatos y novelas cortas tanto de autores españoles como extranjeros. Asimismo, en sus páginas abundaban los ensayos, artículos, críticas, reseñas e información general, además de ilustraciones y alguna historieta, en su gran mayoría sobre ciencia ficción y en menor medida sobre fantasía. Sus dibujantes fijos eran Josep María Beà, Carlos Giménez, Esteban Maroto, Enric Sió y Adolfo Usero.
En 1970, la revista publicó el relato Gu ta gutarrak en su número 14. A pesar de haber sido presentado éste a Depósito Previo, y de haber sido convenientemente aprobada su distribución, pocos días después el Tribunal de Orden Público ordenó retirar de la circulación el número, pues consideraba que el cuento de Mouján Otaño contravenía el artículo segundo de la Ley de Prensa, obra del ministro de Información y Turismo, Manuel Fraga Iribarne, por considerar que atentaba contra la unidad de España.
En la Eurocon de Trieste de 1972, fue elegida la mejor revista europea de ciencia ficción.
La revista concluyó su periplo en diciembre de 1983, con intento de resurrección editando el número 148 tras un año de desaparición en los quioscos.
En marzo del 2012 Glénat, dentro de su nuevo sello Editores de Tebeos, publica un recopilatorio (Recordando Nueva Dimensión) de 288 páginas con una selección de relatos, críticas, pequeñas novelas, reseñas, ilustraciones e historietas seleccionados por el propio Luis Vigil García.

## Legado e influencia
ND tal vez haya sido la publicación más importante e influyente de la ciencia ficción española hasta la fecha. Muchos de sus colaboradores continuaron publicando interesante literatura, tanto narrativa como crítica e informativa, sobre ciencia ficción después de que la revista concluyera su periplo. También fue clave en los inicios de la renovación del cómic español, al permitir que autores como Josep María Beà experimentaran con total libertad, realizando incluso historietas abstractas como "Emotivaciones 68".